# Série de championnat de la Ligue américaine de baseball 1989
La Série de championnat de la Ligue américaine de baseball 1989 était la série finale de la Ligue américaine de baseball, dont l'issue a déterminé le représentant de cette ligue à la Série mondiale 1989, la grande finale des Ligues majeures.
Cette série quatre de sept débute le mardi 3 octobre 1989 et se termine le dimanche 8 octobre par une victoire des Athletics d'Oakland, quatre victoires à une sur les Blue Jays de Toronto. 

## Équipes en présence
Les Blue Jays de Toronto remportent en 1989 avec 89 victoires  contre 73 défaites leur second championnat de la division Est de la Ligue américaine, au terme d'une lutte serrée où ils devancent par seulement deux gains les Orioles de Baltimore. Les Blue Jays, qui débutent la saison au stade de l'Exposition nationale avant de fouler pour la première fois le terrain de leur SkyDome en juin, participent à la Série de championnat pour la seconde fois, après une difficile défaite en 1985 où ils avaient perdu une avance de 3 matchs à un sur les Royals de Kansas City pour s'incliner en sept parties.
Champions en titre de la Ligue américaine, les Athletics d'Oakland tentent d'atteindre la Série mondiale pour la deuxième année de suite et venger leur échec de la finale de 1988 face aux Dodgers de Los Angeles. Gagnants de 104 parties la saison précédente, les A's gagnent 99 matchs en 1989, contre 63 défaites, une performance largement suffisante pour devancer Kansas City par sept matchs et remporter une fois de plus le titre de la division Ouest.
Oakland et Toronto se mesurent l'un à l'autre pour la toute première fois en séries éliminatoires.

## Déroulement de la série

### Calendrier des rencontres
| Match | Date      | Visiteur             | Hôte                 | Score |
| ----- | --------- | -------------------- | -------------------- | ----- |
| 1     | 3 octobre | Blue Jays de Toronto | Athletics d'Oakland  | 3 - 7 |
| 2     | 4 octobre | Blue Jays de Toronto | Athletics d'Oakland  | 3 - 6 |
| 3     | 6 octobre | Athletics d'Oakland  | Blue Jays de Toronto | 3 - 7 |
| 4     | 7 octobre | Athletics d'Oakland  | Blue Jays de Toronto | 6 - 5 |
| 5     | 8 octobre | Athletics d'Oakland  | Blue Jays de Toronto | 4 - 3 |

### Match 1
Mardi 3 octobre 1989 au Oakland-Alameda County Coliseum, Oakland, Californie.
| Blue Jays de Toronto | 0 | 2 | 0 | 1 | 0 | 0 | 0 | 0 | 0 | 3 | 5  | 1 |
| Athletics d'Oakland | 0 | 1 | 0 | 0 | 1 | 3 | 0 | 2 | X | 7 | 11 | 0 |
| Lanceurs partants : TOR : Dave Stieb OAK : Dave Stewart Vic. : Dave Stewart (1-0) Déf. : Dave Stieb (0-1) HRs : TOR : Ernie Whitt (1) OAK : Mark McGwire (1), Dave Henderson (1) |   |   |   |   |   |   |   |   |   |   |    |   |

### Match 2
Mercredi 4 octobre 1989 au Oakland-Alameda County Coliseum, Oakland, Californie.
| Blue Jays de Toronto | 0 | 0 | 1 | 0 | 0 | 0 | 0 | 2 | 0 | 3 | 5 | 1 |
| Athletics d'Oakland | 0 | 0 | 0 | 2 | 0 | 3 | 1 | 0 | X | 6 | 9 | 1 |
| Lanceurs partants : TOR : Todd Stottlemyre OAK : Mike Moore Vic. : Mike Moore (1-0) Déf. : Todd Stottlemyre (0-1) Sauv. : Dennis Eckersley (1) HRs: OAK : Dave Parker |   |   |   |   |   |   |   |   |   |   |   |   |

### Match 3
Vendredi 6 octobre 1989 au Skydome, Toronto, Ontario.
| Athletics d'Oakland | 1 | 0 | 1 | 1 | 0 | 0 | 0 | 0 | 0 | 3 | 8 | 1 |
| Blue Jays de Toronto | 0 | 0 | 0 | 4 | 0 | 0 | 3 | 0 | X | 7 | 8 | 0 |
| Lanceurs partants : OAK : Storm Davis TOR : Jimmy Key Vic. : Jimmy Key (1-0) Déf. : Storm Davis (0-1) HRs : OAK : Dave Parker (2) |   |   |   |   |   |   |   |   |   |   |   |   |

### Match 4
Samedi 7 octobre 1989 au Skydome, Toronto, Ontario.
| Athletics d'Oakland | 0 | 0 | 3 | 0 | 2 | 0 | 1 | 0 | 0 | 6 | 11 | 1 |
| Blue Jays de Toronto | 0 | 0 | 0 | 1 | 0 | 1 | 1 | 2 | 0 | 0 | 0  | 0 |
| Lanceurs partants : OAK : Bob Welch TOR : Mike Flanagan Vic. : Bob Welch (1-0) Déf. : Mike Flanagan (0-1) Sauv. : Dennis Eckersley (2) HRs : OAK : José Canseco (1), Rickey Henderson (1, 2) |   |   |   |   |   |   |   |   |   |   |    |   |

### Match 5
Dimanche 8 octobre 1989 au Skydome, Toronto, Ontario.
| Athletics d'Oakland | 1 | 0 | 1 | 0 | 0 | 0 | 2 | 0 | 0 | 4 | 4 | 0 |
| Blue Jays de Toronto | 0 | 0 | 0 | 0 | 0 | 0 | 0 | 1 | 2 | 3 | 9 | 0 |
| Lanceurs partants : OAK : Dave Stewart TOR : Dave Stieb Vic. : Dave Stewart (2-0) Déf. : Dave Stieb (0-2) Sauv. : Dennis Eckersley (3) HRs: TOR : Lloyd Moseby (1), George Bell (1) |   |   |   |   |   |   |   |   |   |   |   |   |

## Joueur par excellence

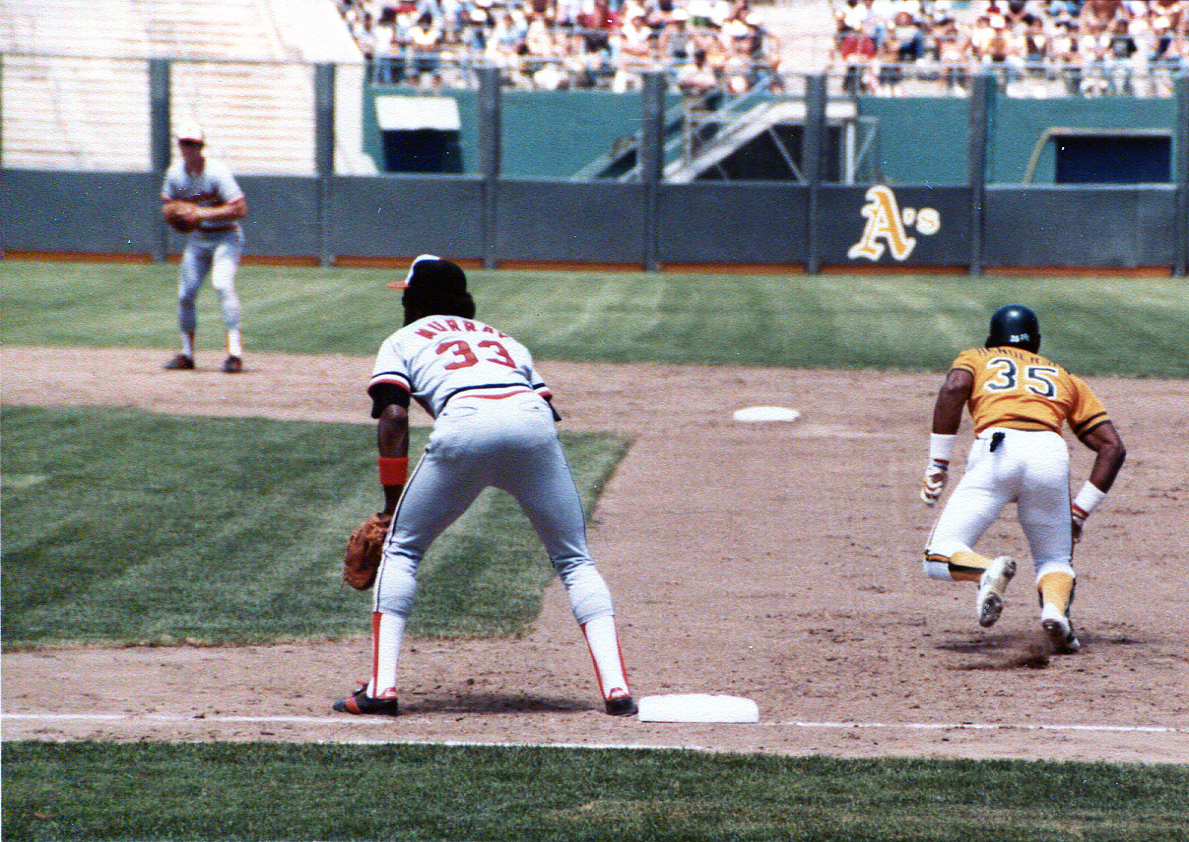
À droite, Rickey Henderson en 1983.

Acquis des Yankees de New York durant la saison 1989, Rickey Henderson, qui avait quitté les Athletics d'Oakland après la saison 1984, est nommé joueur par excellence de la Série de championnat 1989 de la Ligue américaine. Le voltigeur de gauche des Athletics maintient une moyenne au bâton de ,400 dans les cinq matchs contre Toronto. De ses six coups sûrs aux dépens des lanceurs des Blue Jays, il compte un double, un triple et deux coups de circuit, ces deux derniers réussis dans le match numéro 4 où Oakland prend une avance de 3-1 dans la série. Henderson réussit de plus un incroyable total de huit buts volés en cinq parties face aux Blue Jays. Il soutire rien de moins que sept buts-sur-balles, marque huit points et en produit cinq. Son pourcentage de présence sur les buts s'élève à ,690 et sa moyenne de puissance est de 1,000.
Après avoir tourmenté les Blue Jays et remporté la Série mondiale 1989 avec les Athletics, Rickey Henderson se fera valoir en séries éliminatoires dans le camp torontois, qu'il aide à remporter la Série mondiale en 1993.